# Toussaint Léonard de La Villéon
Pour les articles homonymes, voir La Villéon.
Toussaint Léonard, comte de La Villéon de La Villevallio, né à Plurien le 30 octobre 1746, fusillé à Quiberon le 1er août 1795, est un officier royaliste durant la Révolution.

## Biographie
Issu de la famille de La Villéon et frère du vice-amiral Jean Baptiste François de La Villéon, il est élève de l'école militaire sous Louis XV. Il entra au régiment de Languedoc-infanterie, en devient capitaine, fut écuyer de Madame Victoire, lieutenant-colonel au régiment d'Anjou.
Il émigra à la Révolution et prit part à l'expédition de Quiberon en tant que colonel commandant le régiment de Rohan. Fait prisonnier dans la presqu'île de Quiberon, il fut fusillé par les troupes républicaines le 1er août 1795.
Il était chevalier de l'ordre de Saint-Louis et de l'ordre de Saint-Lazare.
Son fils, Jean-Toussaint-Achille de La Villéon, marié à Adèle Huvier du Mée, sera lieutenant-colonel de la Garde royale sous la Restauration.